# 大竹 (越谷市)
大竹（おおたけ）は、埼玉県越谷市の大字。郵便番号は343-0034。

## 地理
埼玉県の東部地域で、越谷市の北部に位置する。南の境界を元荒川が流れる。大袋駅西口から近く、全域が西大袋土地区画整理事業による造成エリアとなっており宅地化が進んでいる。北部を須賀用水が流れる。

## 歴史
かつては大竹村だった。
- 1889年（明治22年）4月1日 - 町村制施行により、大房村、三野宮村、大竹村、大道村、大林村、袋山村、恩間村、恩間新田が合併し南埼玉郡大袋村大字大竹となる。
- 1954年（昭和29年）11月3日 - 大袋村が南埼玉郡越ヶ谷町、大沢町、新方村、桜井村、出羽村、蒲生村、大相模村、増林村と合併し、越谷町の大字となる。
- 1958年（昭和33年）11月3日 - 越谷町が市制施行し、越谷市の大字となる。
- 1981年（昭和56年）12月19日 - 千間台西の成立に伴い、大字大竹の一部が千間台西となる[4]。

## 世帯数と人口
2022年（令和4年）3月1日現在の世帯数と人口は以下の通りである。
| 町丁 | 世帯数  | 人口    |
| ---- | ------- | ------- |
| 大竹 | 688世帯 | 1,646人 |

## 小・中学校の学区
市立小・中学校に通う場合、学区（校区）は以下の通りとなる。
| 番地 | 小学校               | 中学校               |
| ---- | -------------------- | -------------------- |
| 一部 | 越谷市立大袋北小学校 | 越谷市立千間台中学校 |
| 一部 | 越谷市立大袋小学校   | 越谷市立大袋中学校   |

## 交通

### 鉄道
鉄道は敷設されていない。最寄り駅は大袋駅となっている。

### 道路
- 埼玉県道325号大野島越谷線
- 大袋西口通り
- 須賀川通り

## 施設
- 越谷市立大袋小学校
- 越谷市立大袋中学校
- 大竹集会所
- 東養寺
- 越谷市大袋地区センター